# St. Johannes der Täufer (Stederdorf)

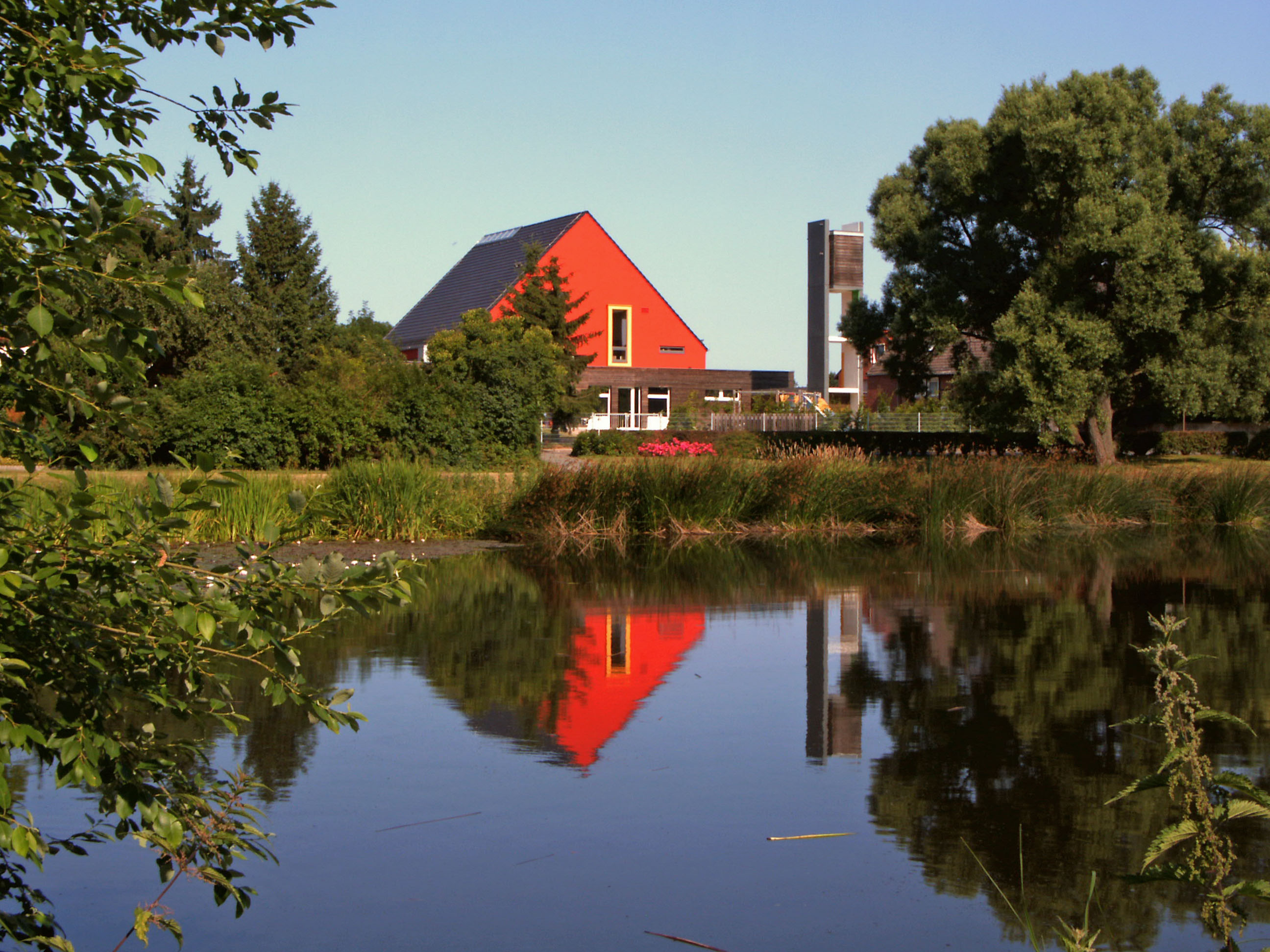
Blick über den Dorfteich auf die Kindertagesstätte

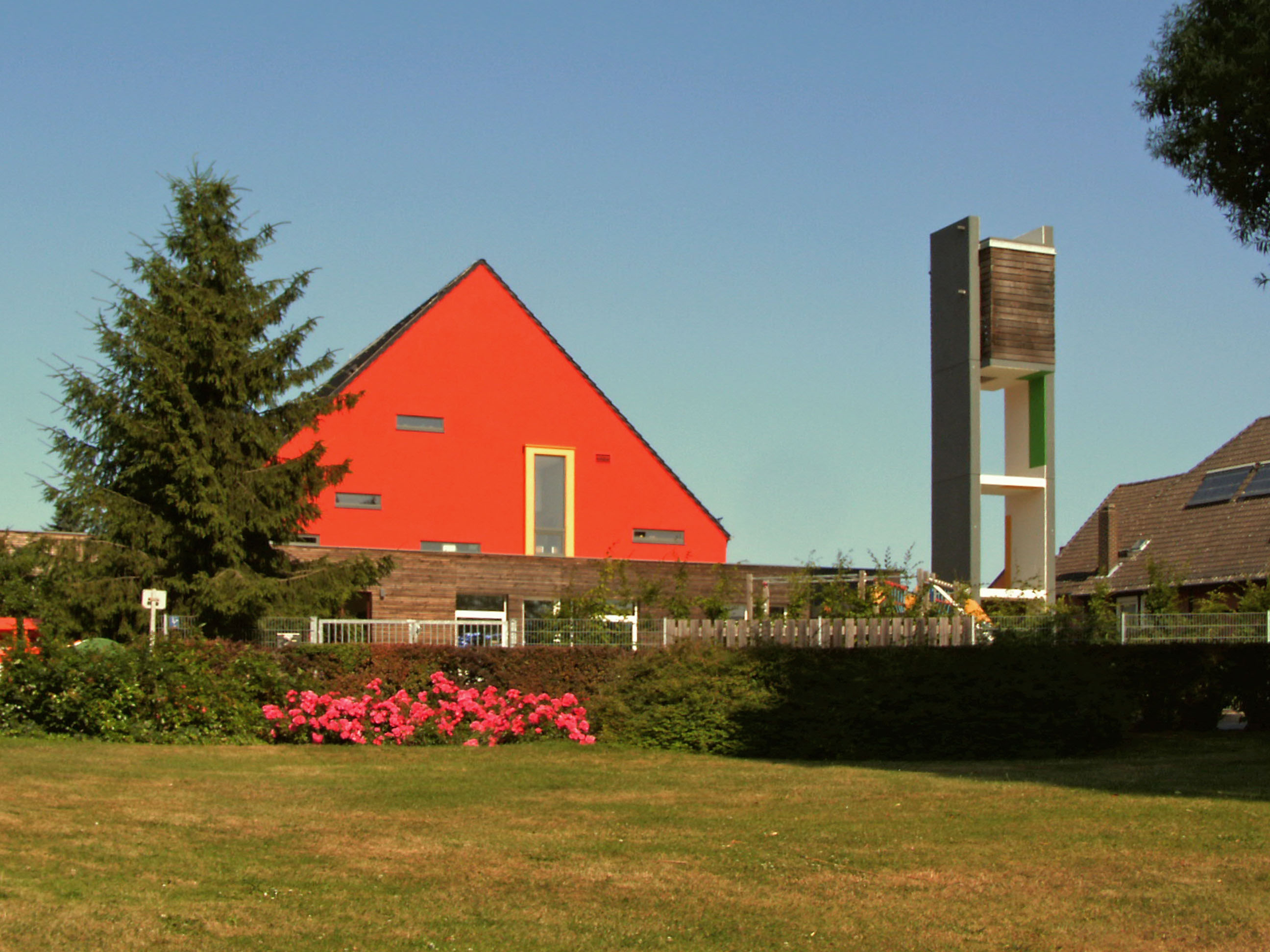
Kindertagesstätte in ehemaliger Kirche

Die Kirche St. Johannes der Täufer war die katholische Kirche in Stederdorf, einem Stadtteil von Peine in Niedersachsen. Sie gehörte zur Pfarrgemeinde Zu den heiligen Engeln mit Sitz in Peine, im Dekanat Braunschweig des Bistums Hildesheim. Die nach dem heiligen Johannes dem Täufer benannte Kirche befand sich in der Teichstraße 11. Die nächstliegende katholische Kirche befindet sich heute vier Kilometer entfernt in Peine.

## Geschichte
Nachdem sich in Folge des Zweiten Weltkriegs auch im seit der Reformation evangelischen Stederdorf katholische Flüchtlinge und Heimatvertriebene niedergelassen hatten, fanden ab 1946 katholische Gottesdienste in der evangelischen St.-Petrus-Kirche statt.
Die Kirche St. Johannes der Täufer wurde auf dem Grundstück eines abgebrannten landwirtschaftlichen Hofes erbaut, das von der Kirche erworben worden war. Am 20. November 1971 erfolgte die Grundsteinlegung durch Generalvikar Adalbert Sendker. Am 24. Juni 1972, dem Johannistag, folgte die Konsekration durch den emeritierten Weihbischof Friedrich Maria Rintelen aus dem Erzbistum Paderborn. Er vertrat den erkrankten Hildesheimer Bischof Heinrich Maria Janssen. Zu dieser Zeit wohnten etwa 450 Katholiken in Stederdorf. Aus Kostengründen folgten erst 1985 die Glocken.
Am 8. Juli 2008 erfolgte die Profanierung durch Weihbischof Hans-Georg Koitz. Das Gebäude wurde an die Stadt Peine verkauft, in ihm befindet sich heute eine städtische Kindertagesstätte. Die Glocke Hl. Engel kam als Friedhofsglocke nach Klein Ilsede, das Inventar ging teilweise nach Polen.

## Architektur und Ausstattung
Die Kirche wurde nach den Plänen von Josef Fehlig erbaut, ausgeführt als Beton-Fertigteilkirche mit freistehendem Glockenturm, und befand sich in rund 70 Meter Höhe über dem Meeresspiegel.
Von diesem Kirchentyp wurden im Bistum Hildesheim eine Reihe weiterer Kirchen erbaut, so 1969 in Altenwalde und Sudmerberg, 1970 in Dungelbeck, Meckelfeld und Poggenhagen, 1971 in Afferde, Hohegeiß, Luthe, Meine, Schwanewede und Winsen (Aller), 1972 in Gifhorn, Ronnenberg und Wittingen, 1974 in Vorwerk, 1975 in Dransfeld, Münchehof und Rodenberg, und 1976 in Rhüden.
Altar, Tabernakel und weitere Ausstattungsgegenstände der Stederdorfer Kirche wurden 1971/72 von Paul König (Hildesheim) entworfen. Das Bild an der Altarrückwand zeigte das Himmlische Jerusalem, Teile davon sind heute im Friedrich-Spee-Haus in Peine angebracht. Die Marienstatue war eine Nachbildung einer Madonna aus der Zeit um 1500. Die 1979 geweihten Kreuzwegstationen wurden 1977/78 von verschiedenen Gemeindemitgliedern geschaffen, als Vorbild diente ihnen der Kreuzweg der Pfarrkirche zum heiligen Franz von Sales in Wien. Der Schutzpatron der Kirche, der heilige Johannes der Täufer, wurde auf einem Fenster dargestellt. Die drei Glocken (Hl. Familie, Hl. Engel und Hl. Hedwig) wurden 1985 von Petit & Gebr. Edelbrock gegossen und von Heinrich Maria Janssen geweiht.